# الجيرف (أمانة العاصمة)

تعديل مصدري - تعديل

الجيرف هي إحدى قرى مديرية ضواحي الأمانة سنحان وبني بهلول التابعة لمحافظة أمانة العاصمة صنعاء اليمنية، بلغ  تعداد سكانها 3099 نسمة حسب الإحصاء الذي جرى عام 2004.